# IEEE Pervasive Computing Magazine
IEEE Pervasive Computing Magazine is een tijdschrift op het gebied van Pervasive Computing. De naam wordt in literatuurverwijzingen meestal afgekort tot IEEE Pervasive Comput. Het wordt uitgegeven door het Institute of Electrical and Electronics Engineers namens de IEEE Computer Society en verschijnt 4 keer per jaar.